# コエックスモール
スターフィールド・コエックスモール（COEXモール、COEX Mall）は、韓国ソウル特別市江南区に位置する地下ショッピングモールである。面積は85,000平方メートルにおよび、ソウル最大のショッピングセンターで、アジア最大の地下ショッピングモールとなっている。
コエックスモールは2000年の開業以来、ソウル市民の週末の買い物や遊びの行き先として人気を博しており、多くの来客で混雑している。モールには大型書店「バンディ&ルニス」をはじめとする多数の商店のほか、2つのフードコート、16スクリーンを擁するシネマコンプレックス「メガボックス」、ディスコ、大規模な水族館、キムチ博物館などのアミューズメント施設が存在する。またMicrosoft Xboxがスポンサーとなっている無料のゲームゾーンもある。このゲームゾーンは韓国で人気の高いコンピュータゲーム・トーナメントの会場となり、テレビ放送用にその模様が録画されることもある。2017年には「セントラルプラザ」に、高さ13メートルの書棚と5万冊以上の蔵書のある大型図書館「ピョルマダン（星の庭）図書館」が開設され、多くの人が集まるほか、そのデザインからSNSでも盛んに共有される名所となっている。
コエックスモールは、国際的な見本市や国際会議が多く開かれるコンベンションセンター（コエックス）、貿易センタービル、現代百貨店、インターコンチネンタルホテルなどの施設とつながっている。
8ヶ月に渡る長い改装工事を終え2014年11月27日にリニューアルオープンした。
2016年10月28日、新世界百貨店などを運営する新世界グループが、所有者の韓国貿易協会との間で賃借運営事業契約を締結し、名称を「スターフィールド・コエックス・モール」に変更し、複合ショッピングモールとして運営することになった。

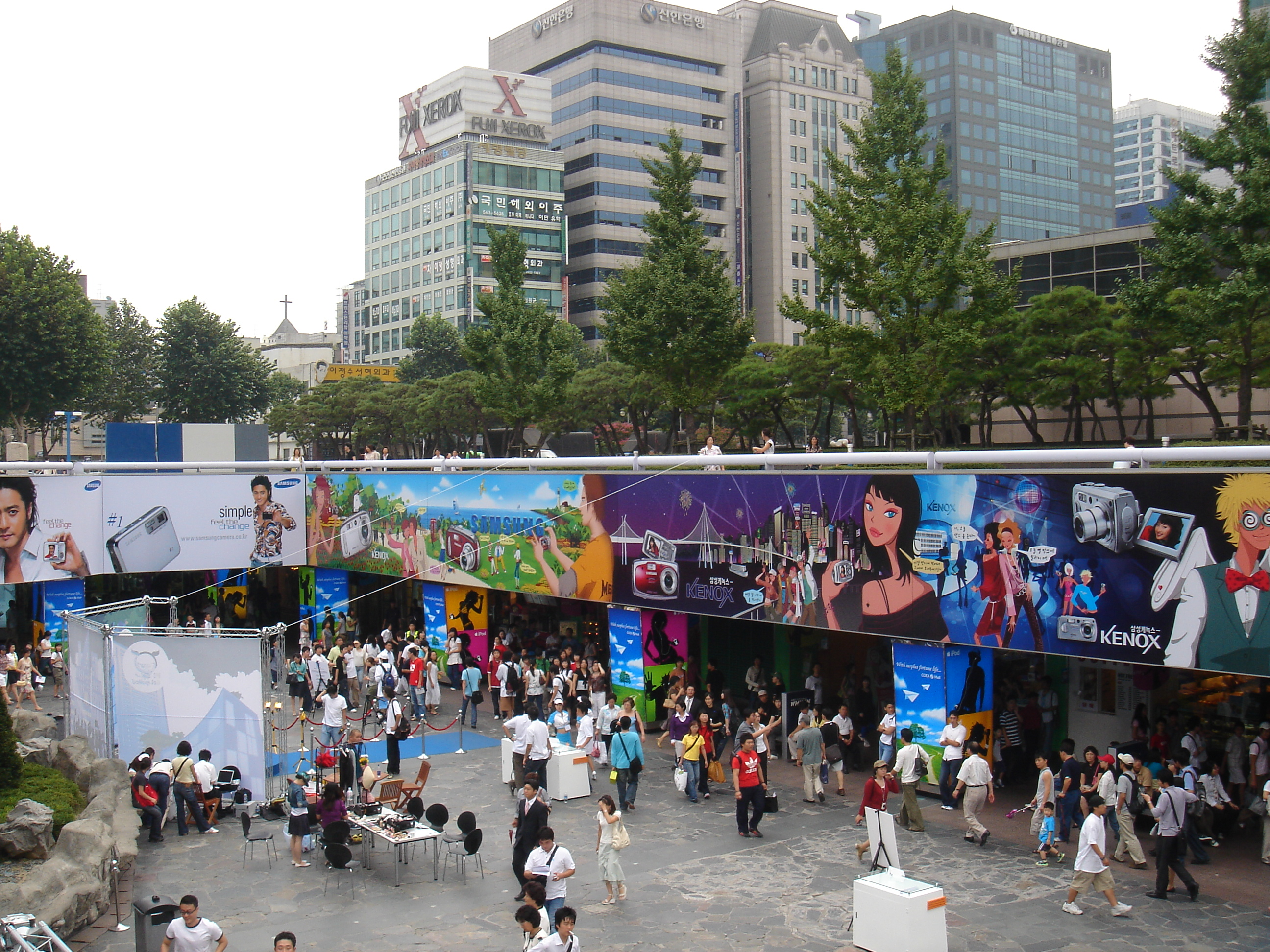
コエックスモールのコートヤード
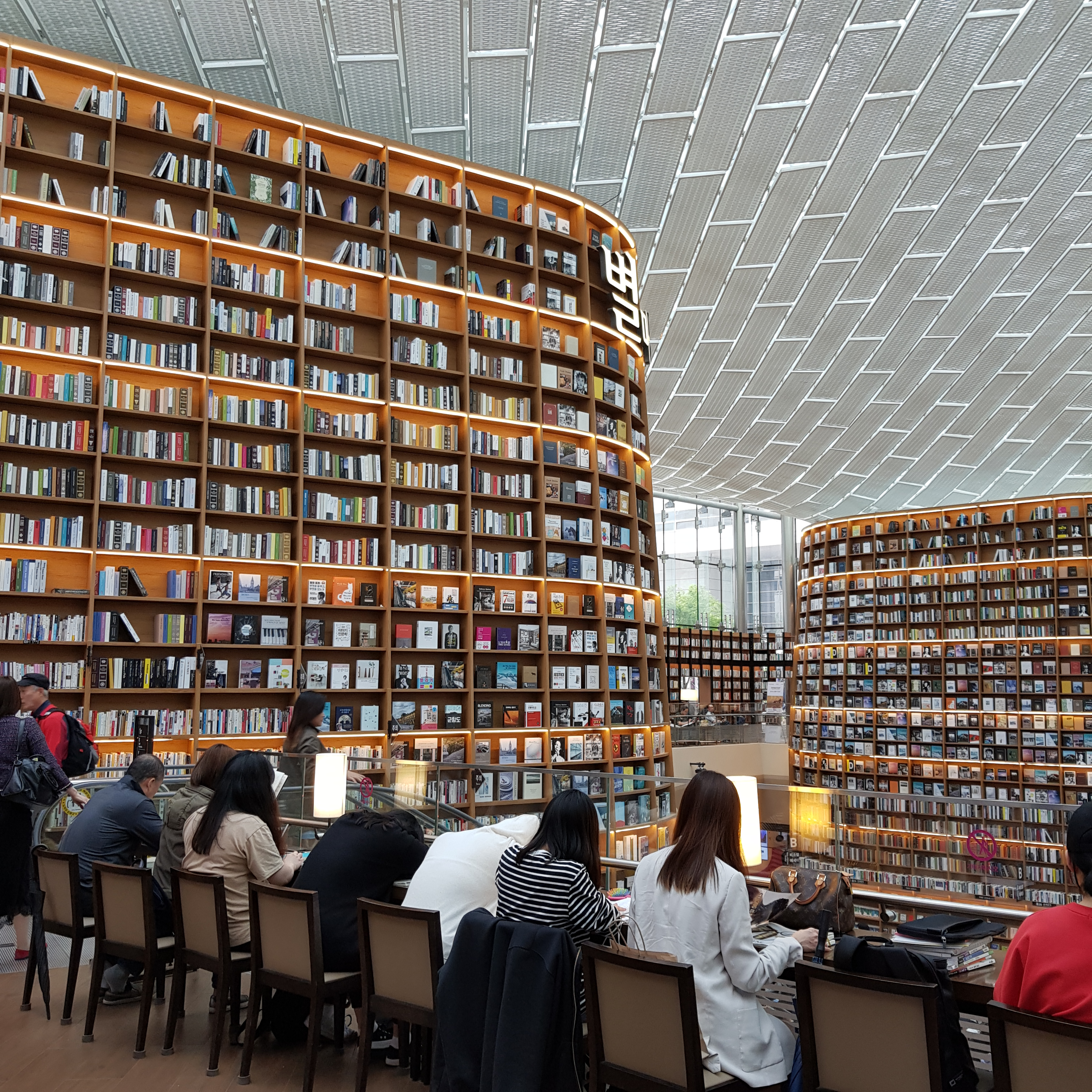
ピョルマダン図書館

## 交通
- ソウル交通公社2号線・三成(貿易センター)駅下車
- ソウル地下鉄9号線・奉恩寺駅下車